# Yo! Noid
Yo Noid (仮面の忍者 花丸?, Kamen no Ninja: Hanamaru) è un videogioco a piattaforme sviluppato da Now Production e pubblicato nel 1990 da Capcom per Nintendo Entertainment System. Del gioco è stata realizzata una versione arcade per PlayChoice-10.
Originariamente ispirato all'anime Akakage, il gioco subì drastiche modifiche nella versione statunitense del gioco: il protagonista Hanamaru, un ninja dalla caratteristica maschera rossa, venne sostituito con Noid, mascotte della catena di pizzerie statunitense Domino's Pizza, già protagonista di diversi spot pubblicitari realizzati in claymation, e l'ambientazione fu spostata nella città di New York.

## Modalità di gioco

### Trama
Noid deve battere Mr Green (il suo duplicato malvagio) per salvare la città e ottenere in ricompensa una gigantesca pizza.

### Gameplay
Noid utilizza lo yo-yo come arma e, raccogliendo "magic points", è in grado di sferrare attacchi speciali. Noid può attraversare i vari livelli a piedi, alcuni su uno skateboard o su un autogiro (una specie di aeroplano) già presente negli spot della mascotte. 
Il gioco è formato da 14 livelli a scorrimento orizzontale. Una particolarità di Yo! Noid è la mancanza di una barra della salute: Noid perde una vita solo con il contatto con un nemico, allo scadere del tempo e se danneggia la pizza che sta trasportando; è possibile altresì guadagnare una vita extra ogni 20 000 punti raggiunti nel punteggio.